# Hildolf
Hildolf (overleden op 21 juli 1078) was van 1076 tot aan zijn dood aartsbisschop van Keulen.

## Levensloop
Zijn herkomst en afstamming zijn nooit uitgeklaard. Hildolf begon zijn geestelijke loopbaan als kanunnik van het klooster van Goslar.
Hij was ook hofkapellaan van Rooms-Duits koning Hendrik IV en werd in 1076 door hem tot aartsbisschop van Keulen benoemd. Hildolf verzette zich aanvankelijk tegen deze benoeming maar ging uiteindelijk toch op de wens van de koning in. Ook de Keulenaars stonden afkerig tegenover de benoeming, ze bestempelden Hildolf als klein, onbeduidend, van duistere afkomst en als ongeliefd aan het hof. De gezanten van de stad Keulen schikten zich uiteindelijk in de keuze van de koning en vervolgens werd Hildolf in Goslar tot bisschop gewijd. Bij zijn intrede in de stad Keulen kwam het tot rellen van de Keulse burgers, die in 1074 al zijn voorganger Anno II na een opstand hadden verjaagd.
Tijdens de Investituurstrijd was hij aanhanger van Hendrik IV, waardoor hij een van de bisschoppen was die door paus Gregorius VII werden geëxcommuniceerd. Dit verklaart waarom hij nooit het pallium heeft ontvangen. Niettemin werd hij in zijn stad erkend als aartsbisschop. Na zijn dood in 1078 werd Hildolf bijgezet in de Dom van Keulen.
- Gemeinsame Normdatei: 189415231
- Virtual International Authority File: 220891783
- WorldCat: E39PBJj8W9dvWJ8rKcjfK8pQMP